# 希臘大饑荒
大饑荒（希臘語：Μεγάλος Λιμός）是二戰時軸心國佔領希臘時期（1941－1944年）的一個大規模饑荒時期。當地人口蒙受了極大災難，軸心國佔領當局卻仍然堅持大規模掠奪的政策。雪上加霜的是，軸心國的徵用、同盟國對希臘的封鎖、希臘崩潰了的基礎設施系統、以及政府官員支持下黑市的猖獗等因素，共同導致了一場大饑荒。饑荒的死亡率在1941年到1942年期間達到頂峰。深重的災難和海外希臘人的壓力最終迫使英國局部緩解封鎖。自1942年夏起，國際紅十字會能夠開始發放足量的補給品給希臘。然而，嚴峻的形勢一直持續到佔領結束，總計死亡約三十萬人，約佔當時希臘730萬人口中的1/24。

## 背景

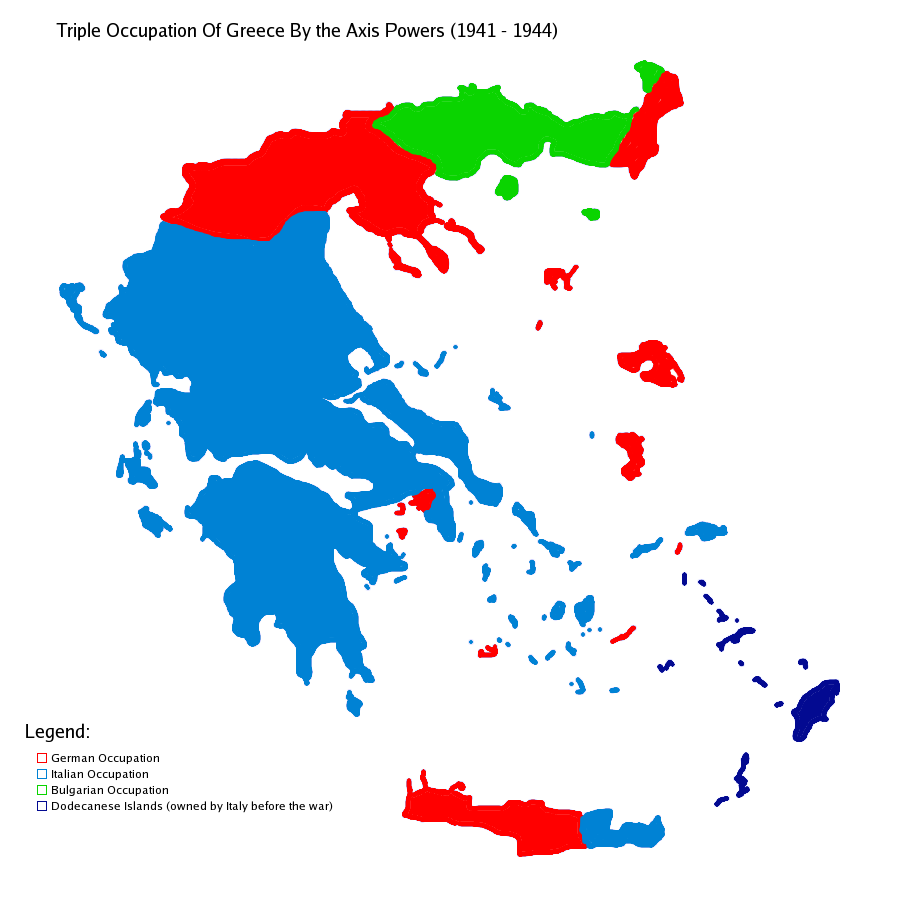
三国占领区：
Kingdom of Italy佔領區
德國佔領區
Kingdom of Bulgaria佔領區

1941年希臘戰役後，希臘為意大利、德國、保加利亞三國佔領。
總體上來講，軸心國將被征服的國家看作原材料食物和勞動力的來源。1942年8月6日戈林曾在給被佔領國帝國專員與軍事首長的一封信中指出：
|  | ...對外國人的持續關懷自此必須結束...我對你們治理下的人民是否餓死毫不關心。只要德國人不挨餓就讓他們去死吧。 |

## 1941－1942年的冬天
在被佔領的首個冬天，糧食短缺變得嚴重，特別是在城市更出現饑荒。
在雅典及其港口比雷埃夫斯，情況已失控，通脹急劇惡化，麵包價格從1941年4月至1942年6月間狂升89倍。根據德軍的記錄，1941年12月單是在雅典每日就有300人死亡，紅十字會的估計更高，為400人，有些日子甚至高達1000人。

## 腳注
1. 1 2  Mark Mazower. . Yale University Press, ISBN 0300089326. 1995: 44–48.
2. ↑  Kojak, 2006: 4–5